# Empis inopinata
Empis inopinata är en tvåvingeart som beskrevs av Collin 1960. Empis inopinata ingår i släktet Empis och familjen dansflugor. Inga underarter finns listade i Catalogue of Life.